# Eugène Burnand
Eugène Burnand (Moudon,  30 de agosto de 1850 - 4 de fevereiro de 1921) foi um pintor suíço.
Burnand nasceu no município de Moudon, no cantão suíço de Vaud. Antes de se mudar para Paris, em 1872, ele estudou com Barthélemy Menn na École des Beaux-Arts, em Genebra. Em Paris, ele se juntou ao estúdio de Jean-Léon Gérôme.
Burnand foi muito influenciado pelo realismo de artistas como Jean-François Millet e Gustave Courbet. Sendo um pintor realista, suas obras incluem, principalmente, cenas religiosas, paisagens e do campo. Sua pintura mais famosa finca no Musée d'Orsay em Paris: Os discípulos Pedro e João correndo para o túmulo na manhã da Ressurreição.